# 2016 EC366
2016 EC366 est un objet transneptunien détaché.